# Mieloma múltiple

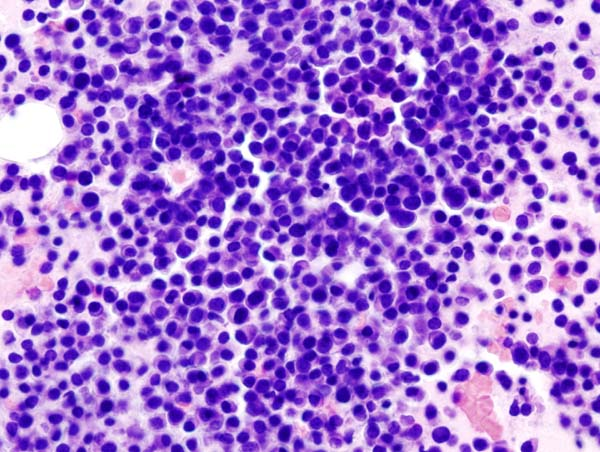
Mieloma múltiple de la medul·la òssia

El mieloma múltiple,derivat del grec: 'myelo'= medula òssia, (també conegut com a malaltia de Kahler, o, simplement, mieloma) és una neoplàsia hematològica (que significa que es desenvolupa a partir de les cèl·lules de l'hematopoesi, formades en la medul·la òssia). En el mieloma múltiple, grups de cèl·lules plasmàtiques anormals s'acumulen en la medul·la òssia on interfereixen en la producció normal de cèl·lules sanguínies. La majoria de mielomes produeixen una paraproteïna, anomenada proteïna de Bence Jones, que pot causar problemes al ronyó. També són freqüents lesions lítiques als ossos i calcificació del moll d'os.
Les cèl·lules afectades són els plasmòcits, cèl·lules del sistema immunitari que produeixen els anticossos (immunoglobulina) per combatre les infeccions i altres processos lesius. El mieloma és una malaltia caracteritzada pel desenvolupament en l'esquelet de molts tumors osteolítics (plasmocitomes), formats per plasmòcits que secreten en el 80% dels casos una immunoglobulina monoclonal, sigui del tipus G (en els 2/3 dels casos), sigui del tipus A (un terç dels casos).
La supervivència mitjana és de 5 anys, tot i que aquest paràmetre pot variar en funció del nivell de resposta del pacient a les noves teràpies.
El mieloma és el segon càncer hematològic més comú (10%), després del limfoma no hodgkinià. Representa al voltant de l'1% de tots els càncers i provoca el 2% de totes els morts per càncer. La seva incidència global estimada és uns 4-6 casos per cada 100.000 habitants/any i només un 15% d'ells es diagnostiquen en persones de menys de 50 anys. A Girona, la incidència percentual sobre el total de càncers és del 1,2%.
El tractament clàssic és amb quimioteràpia i corticoides. En determinats pacients el trasplantament de cèl·lules mare hematopoiètiques autòleg pot ser una opció a considerar. Un assaig clínic estatunidenc de teràpia gènica en individus afectats per una fase avançada de la malaltia, fet amb cèl·lules T modificades emprant la tecnologia CRISPR, ha obtingut resultats prometedors. A Catalunya, té una taxa de supervivència a cinc anys per a homes al voltant del 50% i per a dones al voltant del 54%.